# 青铜骑士
《青铜骑士：彼得堡的故事》（俄语：Медный всадник: Петербургская повесть）是普希金在1833年创作的关于圣彼得堡彼得大帝青铜骑士像的叙事诗。该诗被公认为普希金最成功的叙事诗创作，并且对俄国文学有着深远的影响。圣彼得堡的青铜骑士像也因为这首诗而闻名于世。

## 情节梗概
这首诗共分为三部分：一段简短的引言（90行）和两个较长的章节（分别是164行和222行）。引言由一个富神话色彩的故事开端，讲述圣彼得堡1703年建城的经过。在前两节里，彼得大帝伫立在涅瓦河畔，考虑建一座新的城市以震慑瑞典人，并开放一扇“面向西方的窗户”。诗中描绘这片土地几乎渺无人烟--彼得大帝只能看到一艘船和少数芬兰农民居住的灰暗房屋。圣彼得堡的建城其实是基于一片刚在大北方战争中从瑞典人手里夺来的土地，而因为一角通向波罗的海的便利使此地具有通向大西洋和整个欧洲的地理优势，故而彼得大帝亲自选址在此建城。
引言的其余部分采用了第一人称向彼得堡献上一首颂诗。叙述者表达了他对彼得堡的钟爱之情，不论是对这座城市“严肃整齐的面容”（I.44，查良铮译版，后引用诗句同），还是对海军部大厦（II.50-58）这样的标志性建筑物，还是对其冷酷的冬天和漫长的夏夜（II.59 - II.84）。他鼓励这座城市保持她的优美和力量，并且坚定地对抗涅瓦河汹涌的波涛（II.85-91）。
第一部分由涅瓦河在暴风雨中涨潮的图景开头，河流“激动着旋转着像是病人”（II.5-6）。在此背景下，城里一个贫穷的年轻人叶甫根尼，正在思考她对以为年轻姑娘帕拉莎（Parasha）的爱，并决定要与她共度余生（II.49-62）。叶甫根尼睡着了，叙述者又转向涅瓦河，讲述了河水如何泛滥，几乎摧毁整个城市的故事（II.72-104）。恐惧而绝望的的叶甫根尼只能孤独地坐在枢密院广场的两只大理石狮子上，身周一片汪洋，而青铜骑士像的目光也落在他身上（II.125-164）。
第二部分中，叶甫根尼找到一名船夫，并命令他把船划到帕拉莎曾经住的地方（II.26-56）。然而，叶甫根尼发现她的家已然被洪水吞没（II.57-60），于是他陷入了癫狂，神志不清，大笑不止（II.61-65）。整整一年，他像个疯子一样在街上游荡（II.89-130），但是第二年的秋天，他想起了那晚的暴风雨（II.132-133）和导致他所有痛苦的根源。怀着一股怨气，他咒骂起彼得大帝的铜像来（II.177-179）。没想到，銅像突然复活，彼得大帝竟追赶叶甫根尼（II.180-196）。叙述者没有直接点出叶甫根尼的死亡，不过全诗结尾写道在一个水上漂着到破烂棚子里发现了他的尸体（II.219-222）。

## 灵感来源
诗题所指的青铜骑士像是由法国雕塑家法尔可耐在1782年创作完成的。普希金并不是第一个发现雕像寓意模糊的人。法国政治家迈斯特在他1821年的彼得堡旅行笔记中提到，他不明白“彼得的青铜手究竟是在保护自己还是威慑敌人。”
普希金的诗作开头用一小段话说明了他的叙述是基于现实的。事实上，圣彼得堡的确一直受到洪水的侵袭，而普希金的诗作是在描绘1824年十一月一场破坏性的洪水。
一些俄罗斯世人曾经为彼得一世写过颂诗，好比罗蒙诺索夫于1756到1761年间创作的《彼得大帝》（Петр Великий），以及杰尔查文于1778年写就的《致彼得大帝》（Петру Великому）。在普希金之前也有以彼得堡为主题的作诗的先例，他在《青铜骑士》的脚注内提到维亚泽姆斯基的作品《1832年4月7日的谈话》（Разговор 7 апреля 1832 года），其中有颂扬彼得堡的诗句。
普希金为彼得大帝的历史形象而赞叹，故而在《青铜骑士》之前的很多作品中就有所提及。写于1828年的《波尔塔瓦》（Полтава）是首赞扬沙皇与瑞典国王卡尔十二世间的战斗，以及乌克兰哥萨克英雄伊万·马泽帕的作品。《彼得大帝的黑奴》（Арап Петра Первого）是部普希金未完成的小说，讲述了他的祖先如何从非洲被带到俄罗斯的故事。普希金也曾在关于彼得大帝的历史上着很多笔墨，表达了与《青铜骑士》中同样矛盾的情绪：“彼得一世不畏惧人民的自由和启蒙带来不可避免的后果...他对人性心怀鄙夷，也许比之拿破仑更甚。”
有些评论家暗示《青铜骑士》的直接灵感来源于波兰诗人亚当·密茨凯维奇。 在创作《青铜骑士》之前，普希金也阅读了密茨凯维奇的先人祭（1823–32），其中有首诗叫作《献给我莫斯科的朋友》，不加掩饰地批评了普希金和茹科夫斯基，因为两人没有参加1825年的十二月党人起义。《先人祭》中另有诗作将彼得一世形容成为了独裁者的突发奇想而决定建立一座城市的暴君，还有一首则嘲笑了法尔可耐所作的雕像，称其好似要跳崖一般。普希金的诗作可理解为对密茨凯维奇的反击，虽然大多数评论家都认为他的本意要远深于对政敌的回复。

## 作品解析
从形式上来说，这首诗拥有并不常见的混合风格：彼得大帝的部分采用了庄严的颂诗形式，有十八世纪的特色，而叶甫根尼的部分则比较像散文，有些幽默，且在最后几段中洋溢着悲壮的色彩。 其实标题已暗示了这种多风格的融合：“青铜骑士”寓意这是一部宏大的颂诗，而副标题“一个彼得堡的故事”则让读者明白主人公并非什么英雄。 从韵律的角度来说，整首诗都采用了普希金喜爱的四步抑扬格，这种全能的格式与诗中不断变幻的情绪相得益彰。这首诗韵律多样，且各节长度都有所不同。
评论家迈克尔·沃切尔（Michael Watchel）表示普希金意在完成一部民族史诗，他认为彼得大帝的部分有很多史诗的典型特征。 他指出普希金在描述圣彼得堡建城及洪水时，对《旧约》语言大量的引用，包括《创世纪》。不过，他还补充说道，有关叶甫根尼的情节与史诗模式完全相反，他赞扬了普希金“合成各式材料、风格的卓越能力”。 他的结论是，如果非要给这首诗按上民族史诗的标签，那这也是首“极其特立独行”的民族史诗。
“青铜骑士”的主题主要集中在沙皇和国民，或帝国与个人之间的冲突上。 对此评论家们有着不同的见解，有些认为普希金基本上是站在叶甫根尼这个小人物这边的，也有一些认为他是站在彼得和历史必然性这一边。十九世纪激进的评论家维萨里昂·别林斯基的观点是，这首诗反映了对彼得一些政策的反感，而作家德米特里·梅列日科夫斯基则认为这首诗表达了个人的反抗。 本诗的模棱两可使它同时具有引人入胜和令人沮丧的特质：就像普希金传记的作者比尼恩写道，彼得根本上是“仁慈和凶险的，暗示了权力和非人性的本质不可避免地伴随着帝国的强大。”叶甫根尼的死意指历史的发展总要付出道德上的代价，即使其方式最终是否被正义化的问题仍悬而未决。(L. xix) 约翰·贝雷（John Bayley）将这首诗看作对俄国贵族的研究，他认为这首诗展现了“俄国暴君们最具有迷信色彩的敬畏感——一个彼得或是一个斯大林”。
丹尼尔·兰科·拉菲里耶在一篇心理分析文章中表示，诗中还包含着拟娩综合症或男子生产的暗示。他认为描述彼得堡建城的段落同希腊神话中宙斯生出雅典娜的情节相似，而且他提出，许多文化中都有生产过程中会频繁用到水的比喻，而彼得堡的洪水正是对此的回应。此外，对彼得和涅瓦河的富有想象力的描绘有着性别暗示：彼得是男性，而涅瓦河为女性。

## 引用
1. ↑  普希金作品评论家 A. D. P. Briggs 称其为“俄语文学中难以超越的诗作, 甚至是整个十九世纪最卓越的诗作”。Briggs, A. D. P.. "Mednyy vsadnik [The Bronze Horseman]". The Literary Encyclopedia. 26 April 2005.accessed 30 November 2008. （页面存档备份，存于）
2. ↑  如需了解该诗普遍的影响与成就，请见 Binyon, T. J. (2002) Pushkin: A Biography. London: Harper Collins, p. 437; Rosenshield, Gary. (2003) Pushkin and the Genres of Madness. Madison, WI: University of Wisconsin Press, p. 91; Cornwell, Neil (ed.) (1998),Reference Guide to Russian Literature. London: Taylor and Francis, p. 677.
3. ↑  Puskhin, A. S. and T. E. Little (ed.) (1974),Mednyi vsadnik / The Bronze Horseman Oxford: Blackwell. p. xi
4. ↑  Schenker, Alexander M. (2003) The Bronze Horseman: Falconet's Monument to Peter the Great.  New Haven: Yale University Press, p. 300.
5. ↑  罗蒙诺索夫的《彼得大帝》可在此读到: http://www.rvb.ru/18vek/lomonosov/01text/01text/07petr/110.htm （页面存档备份，存于） （俄语）。杰尔查文的《致彼得大帝》在此：.   [2012-03-21]. （原始内容存档于2012-03-09）. （俄语）
6. ↑  “Петр I не страшился народной Свободы, неминуемого следствия просвещения, ... и презирал человечество, может быть, более, чем Наполеон. ” 摘自普希金《关于十八世纪俄国史的笔记》。 可以在此读到: http://pushkin.niv.ru/pushkin/text/zametki/po-russkoj-istorii-xviii.htm（俄语）%5B%5D
7. ↑  普希金本人在脚注中也提到了密茨凯维奇的作品《Oleskiewicz》，其中也描写了1824年发生在彼得堡的屠杀。也请参考 Little, p. xiii; Binyon, pp. 435–6
8. ↑  见Binyon, p. 435; Little, p. xiii; Bayley, John. (1971) Pushkin: A Comparative Commentary. Cambridge: Cambridge University Press. p. 128
9. ↑  请看V. Ia. Briusov于1929年发表关于“青铜骑士”的文章，在此可见:http://pushkin.niv.ru/pushkin/articles/bryusov/mednyj-vsadnik.htm （页面存档备份，存于） （俄语）
10. ↑  Rosenshield, p. 91
11. ↑  Little, p. xiv
12. ↑  Wachtel, Michael. (2006) "Pushkin's long poems and the epic impulse". In The Cambridge Companion to Puskhin, ed. Andrew Kahn. Cambridge: CUP. pp. 83–84.
13. 1 2  Wachtel, p. 86
14. ↑  Little, p. xix; Bayley, p. 131
15. ↑  Cited in Banjeree, Maria. (1978) "Pushkin's 'The Bronze Horseman': An Agonistic Vision". Modern Languages Studies, 8, no. 2, Spring. p. 42.
16. ↑  Binyon, p. 436
17. ↑  Bayley, p.145
18. ↑  Rancour-Laferriere, Daniel. "The Couvade of Peter the Great: A Psychoanalytic Aspect of The Bronze Horseman, " Pushkin Today, ed. D. Bethea. Indiana University Press, Bloomington, pp. 73–85.

## 参看
- The Bronze Horseman ed. T. E. Little (Bradda Books, 1974)
- The Bronze Horseman, ed. Michael Basker (Bristol Classical Press, 2000)
- Pushkin's 'Bronze Horseman': Critical Studies in Russian Literature, Andrew Kahn (Bristol Classical Press, 1998)
- Aleksandr Pushkin: A Critical Study'", A. D. P. Briggs (Barnes and Noble, 1982)
- The Cambridge Companion to Pushkin, ed. Andrew Kahn (Cambridge University Press, 2006)
- Pushkin: A Biography, T. J. Binyon (Harper Collins, 2002)
- Petrone, Karen. . Indiana University Press. 2000. ISBN 0253337682.
- Debreczany, Paul. . Lahusen, Thomas & Kuperman, Gene  (编). . Duke University Press. 1993. ISBN 0822313243.